# Baia „Diana” din Băile Herculane
Baia „Diana” este un monument istoric aflat pe teritoriul orașului Băile Herculane.

## Istoric
A fost construită din cărămidă în anul 1810, iar în anul 1858 se reface sub forma actuală. Acoperișul are o terasă cu parapet, care, are pe unul din colțuri, o statuie a lui Hercules. În anii 2001-2002, baia s-a reabilitat și modernizat, prin investiția care a avut ca obiect Hotelul Ferdinand. Este prevăzută cu 9 cabine individuale și un bazin comun și are legătură directă, prin culoar acoperit, cu Hotel Ferdinand..